# 변경삼
변경삼(邊卿三, 1890년 9월 ~ ?)은 일제강점기의 관료이다.

## 생애
평양 출신으로 평양고등보통학교를 거쳐 와세다 대학 법과를 졸업하였다.
1913년에 평안남도 내무부에서 판임관 견습으로 조선총독부 관리 생활을 시작하여 1915년에 평양부 부서기로 임용되었다. 이후 평양부에서 오랫동안 근무하다가 1931년에 총독부 군수로 승진하여 평안남도 양덕군에 발령받았다.
이후 평양부의 북공익질옥에서 서기로 근무하였다. 공익질옥은 하층민을 대상으로 한 일종의 대부업 기관으로, 지방 관서 부속의 금융기관으로 설치되었다. 일본 정부로부터 훈6등 서보장을 수여받는 등 평양부 북공익질옥 서기로 일하던 1937년을 기준으로 정7위 훈6등에 서위되어 있었다.
2008년 발표된 민족문제연구소의 친일인명사전 수록예정자 명단 중 관료 부문에 선정되었다. 이 명단에는 일제 강점기 말기에 총독부 판사를 지낸 차남 변기엽도 포함되어 있다.

## 같이 보기
- 변기엽

## 참고자료
- 변경삼(邊卿三) - 국사편찬위원회